# Rhinocéros laineux
 (janvier 2023).
Si vous disposez d'ouvrages ou d'articles de référence ou si vous connaissez des sites web de qualité traitant du thème abordé ici, merci de compléter l'article en donnant les références utiles à sa vérifiabilité et en les liant à la section « Notes et références ».
Coelodonta antiquitatis
Espèce
Synonymes
- Rhinoceros tichorhinus

Le rhinocéros laineux (Coelodonta antiquitatis), également connu sous le nom de rhinocéros à narines cloisonnées, était une espèce de rhinocéros de grande taille caractérisée par une épaisse toison laineuse (d'où son nom) qui le protégeait du froid des régions où il habitait, et par la présence de deux cornes sur son museau. Il habitait les steppes froides qui couvraient au Pléistocène une grande partie de l'Eurasie. À son apogée, il y a moins de 30 000 ans, on le trouvait depuis le centre de l'Espagne et le Sud de l'Angleterre jusqu'en Mongolie et dans le Sud de la Sibérie. Son parent le plus proche parmi les rhinocéros actuels est le rhinocéros de Sumatra (Dicerorhinus sumatrensis), petit et poilu, qui survit toujours de nos jours en Indonésie, mais dont l'espèce est hautement menacée d'extinction.

## Description

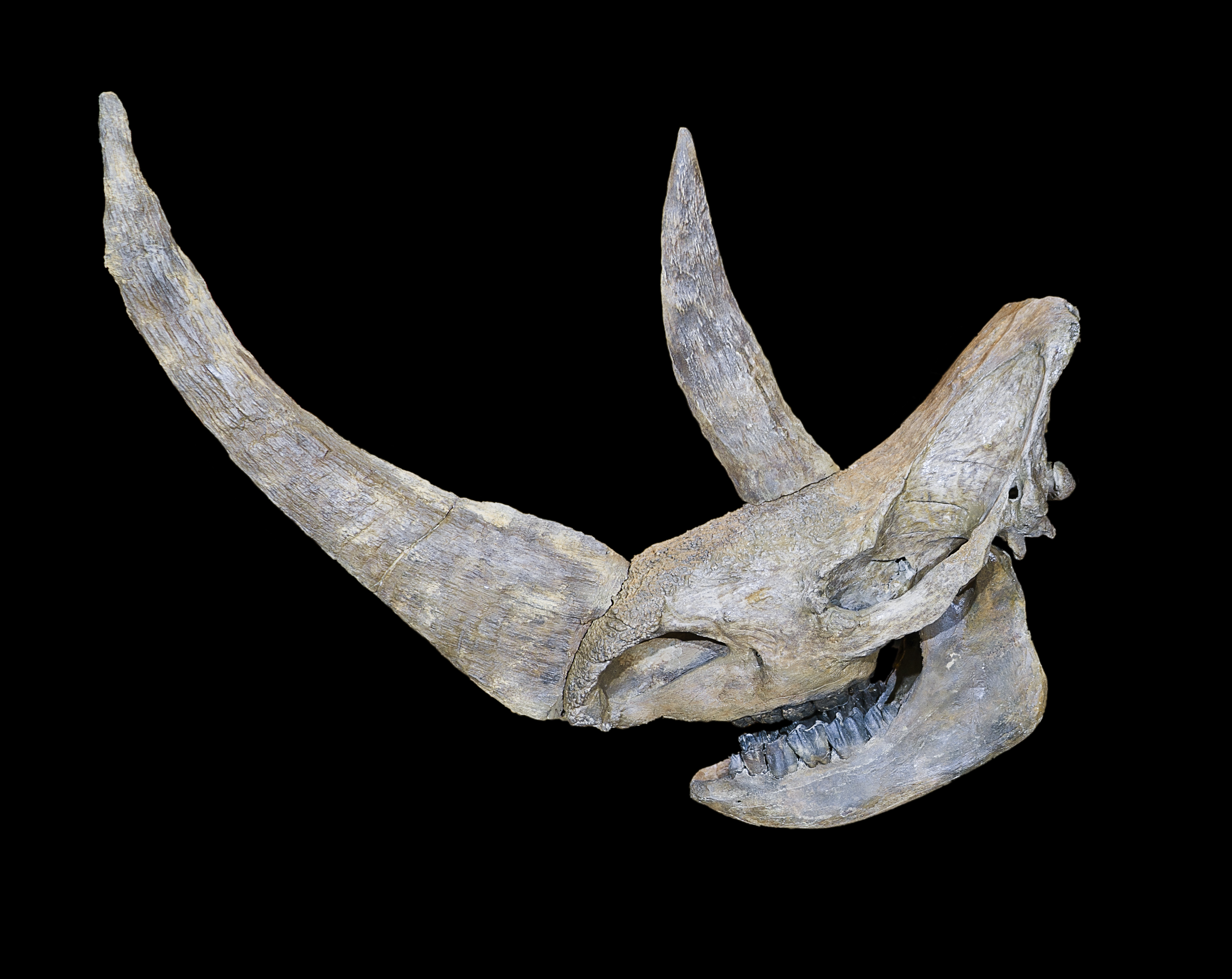
Crâne de rhinocéros laineux - Muséum de Toulouse.

Contrairement à celui de Sumatra, cette espèce était robuste et de grande taille ; un peu plus grande que le rhinocéros blanc africain, elle mesurait de 1,6 à 2 mètres de hauteur au garrot et jusqu'à 3,5 mètres de long, pour un poids de 2 à 3 tonnes,.
Sa tête mesurait près d'un mètre. Elle était surmontée de deux cornes, la plus grande mesurant près d'1,30 mètre. Les cornes du rhinocéros laineux diffèrent fortement de celles des autres rhinocéros, d'une part par leur longueur exceptionnelle, d'autre part car elles sont aplaties sur les côtés au lieu d'être rondes.
Il possédait une épaisse fourrure brune, très isolante. Ses poils étaient longs, ses oreilles courtes, ses pattes courtes et épaisses. Sa fourrure était brun foncé avec une bande noire le long du dos.
Une bosse de graisse a été observée sur la carcasse gelée d'un individu de quatre ans retrouvée dans le pergélisol russe en 2020. Commune à de nombreux animaux vivant aujourd'hui dans l'Arctique, il est probable que cette bosse ait servi de réserve d'énergie pour les périodes difficiles.

## Distribution
Le rhinocéros laineux était adapté à l'environnement de steppe froide à graminées qui couvrait au Pléistocène une grande partie de l'Eurasie. Apparu dans les steppes d'Asie centrale il y a un peu plus de 500 000 ans, le rhinocéros laineux atteint son extension maximale au paroxysme de l’ère glaciaire il y a 30 000 ans.[réf. nécessaire] On le trouve alors du centre de l'Espagne et du Sud de l'Angleterre jusqu'en Mongolie et dans le Sud de la Sibérie. Il s'éteint en Sibérie occidentale[réf. souhaitée] 10 000 ans avant le présent,.
Durant son existence, le rhinocéros laineux était contemporain du rhinocéros de prairie et le Rhinocéros de Merck qui n'avaient pas de poil et vivaient dans des contrées plus méridionales. Dans les périodes chaudes, quand les steppes boréales reculaient, ces deux espèces remplaçaient localement le rhinocéros laineux qui revenait dans les périodes froides.[réf. souhaitée]

## Histoire évolutive
Le rhinocéros laineux fait partie du genre Coelodonta. On lui connaît trois formes plus primitives. La plus ancienne, Coelodonta thibetana ou rhinocéros laineux tibétain, a été découverte en 2011 sur le plateau tibétain et est vieille de 3,6 millions d'années (milieu du Pliocène). Les deux autres formes, Coelodonta nihowanensis (Pléistocène inférieur) et Coelodonta tologoijensis (Pléistocène moyen), sont plus récentes et ont été observées, pour la première, dans différentes localités chinoises et, pour la seconde, en Sibérie et en Mongolie.
Les inventeurs du rhinocéros laineux tibétain proposent ce dernier comme ancêtre des autres espèces de rhinocéros laineux,. Leurs arguments s'appuient sur son antériorité et sa distribution proche de celle de Coelodonta nihowanensis, déjà proposé comme ancêtre des deux autres. Selon cette hypothèse l'ancêtre du rhinocéros laineux se serait donc accoutumé au froid et à la neige dans les hauteurs de l’Himalaya avant le début de la période glaciaire d'il y a 2,8 millions d'années. Il serait alors descendu dans la steppe eurasiatique, donnant naissance à Coelodonta nihowanensis, dont le premier fossile date d'entre 2,55 et 2,16 millions d'années, ainsi qu'à terme aux autres espèces de rhinocéros laineux.

## Comportement
Le rhinocéros laineux, comme les autres rhinocéros, était herbivore et tondait les herbes et rameaux de saule et d’aulne.
Leur corne ne leur servait pas seulement à se défendre contre les carnivores et à s’affronter à l'époque du rut, mais aussi à écarter la neige pendant l'hiver et à accéder ainsi à l'herbe qu’elle recouvrait. Grâce à cette caractéristique, les rhinocéros laineux n’étaient pas forcés en hiver d’émigrer vers d'autres régions pour trouver de la nourriture, ce que devaient faire d'autres animaux vivant dans le même environnement. Comme ils n'étaient pas habitués non plus à d'autres climats que leur toundra-steppe glaciaire, ils n'ont pas colonisé de secteurs lointains comme l'Irlande et l’Amérique du Nord, ce qu’ont fait les mammouths et les bisons.

## Découverte et paléobiologie

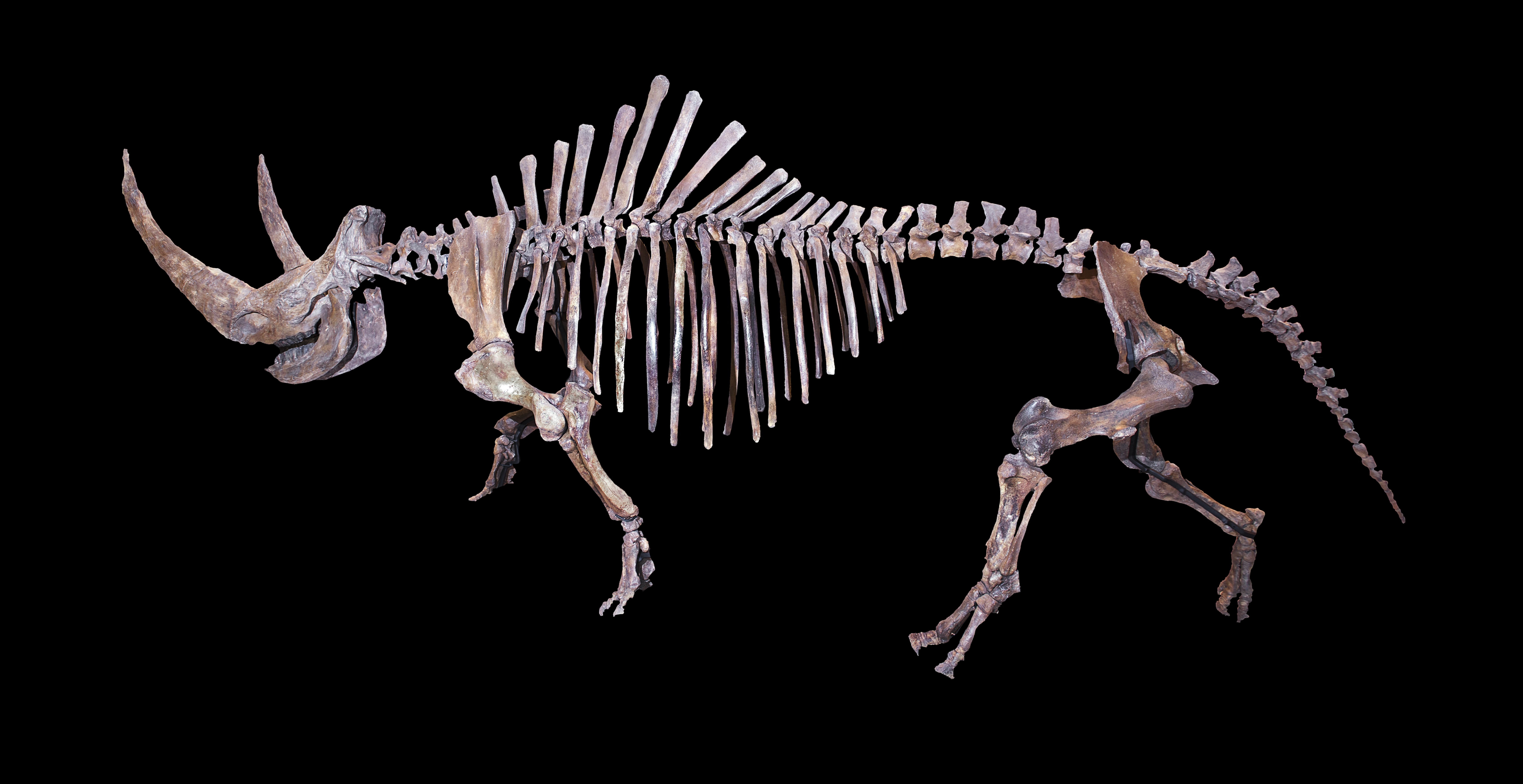
Squelette entier de rhinocéros laineux - Muséum de Toulouse.

Le rhinocéros laineux est connu par des centaines de squelettes fossiles qui ont été découverts dans toute l’étendue de son ancienne aire de répartition ; avec le mammouth laineux, il fait partie des espèces les plus connues de la dernière glaciation.
Les fossiles de ces animaux, relativement fréquents notamment dans les carrières, ont souvent impressionné leurs découvreurs, et pourraient avoir alimenté le mythe de la licorne. Notamment, le Baron d’Holbach rapporte dans L'Encyclopédie la découverte spectaculaire d'un squelette au XVIIe siècle, qui réussit à convaincre Leibniz de l'existence des licornes.
Un exemplaire complet de femelle (y compris la chair, les poils et les cornes) a été retrouvé en 1929 dans des dépôts de saumure à Starunia, dans les Carpates alors polonaises (elles appartiennent aujourd'hui à l’Ukraine) ; on peut le voir actuellement au Musée d'Histoire Naturelle de Cracovie. C'est grâce à cette découverte, à d'autres exemplaires congelés dans le pergélisol sibérien et aux peintures rupestres de l’Ancien Monde que l'on connaît jusqu’à la couleur du pelage du rhinocéros laineux.
La différence des cornes du rhinocéros laineux avec celles des autres rhinocéros a fait que quand, au XIXe siècle, on a découvert en Sibérie les premières cornes isolées et congelées, on y a vu d’abord des griffes d'oiseaux gigantesques.

## Le rhinocéros laineux dans les sociétés humaines préhistoriques
La viande du rhinocéros laineux était consommée par les néandertaliens. La plupart des restes identifiés étant situés aux abords d'une rivière, où les sols environnants pouvaient devenir boueux au moment de la fonte des neiges, il est probable que Néandertal ait profité de l'embourbement des rhinocéros pour les chasser,.

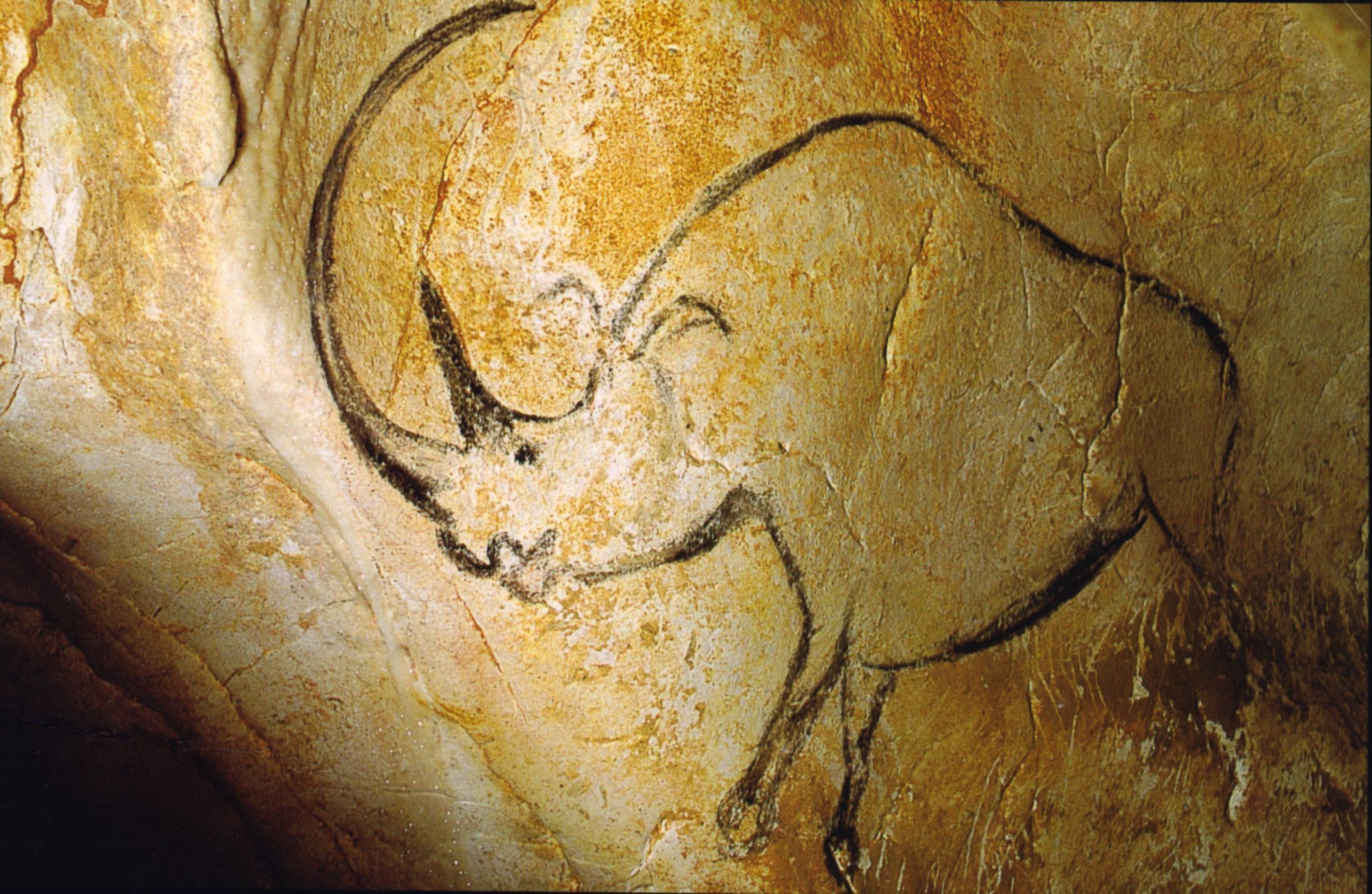
Rhinocéros (grotte Chauvet).

La grotte Chauvet, en Ardèche, abrite une peinture préhistorique de rhinocéros laineux.

## Extinction
Le rhinocéros laineux est l'une des nombreuses espèces de mégafaune concernées par l'Extinction du Quaternaire. Comme pour le reste des animaux concernés, l'origine exacte de son extinction reste débattue.
L'une des principales hypothèses est celle d'un changement climatique. Si un réchauffement du climat est bien à partir d'il y a 12 000 ans, ce n'est pourtant pas le premier connu par le rhinocéros laineux et il paraît donc difficile de lui attribuer la seule responsabilité de sa disparition.
Une autre hypothèse est celle de leur chasse par l'homme. Peu fréquente étant donné la dangerosité de l'animal, certains[Qui ?] estiment que la seule action humaine n'aurait pas pu non plus entraîner la disparition de l'espèce.
Une étude de 2024, publiée dans la revue scientifique PNAS et basée sur une modélisation numérique, suggère une action combinée de l'homme et du climat. Un épisode de froid il y a 30 000 ans et la chasse, « faible mais continue » du rhinocéros laineux par Homo sapiens aurait mené l'espèce à se retrouvée piégée dans ses zones méridionales,. Incapable de remonter dans le nord lorsque le climat s'est réchauffé, elle se serait retrouvée dans un « piège écologique » pour lequel l'espèce était maladaptée (corps lourd, jambes courtes non adaptées à la neige épaisse) et était ainsi particulièrement vulnérable à ses prédateurs : Homo sapiens, mais aussi lions et hyènes des cavernes.